# Aurt
Aurt es el primer álbum musical de Sobernot en formato EP. Fue publicado el 26 de abril de 2015. El EP contiene 4 canciones grabadas entre marzo y abril de ese mismo año. Los tres temas "Cold Bitch" "Dead Space" y "Let Them Starve" serían posteriormente regrabados en su siguiente LP Silent Conspiracy
El título Aurt fue tomado de la jerga propia de la banda, refiriéndose a algo positivo.
El arte del EP como el logo de la banda estuvo a cargo del artista chileno Jaime Guerrero.

## Lista de canciones
| Sobernot |                     |                |          |  |
| N.º      | Título              | Escritor(es)   | Duración |  |
| 1.       | «Cold Bitch»        | Pablo La'Ronde | 3:41     |  |
| 2.       | «Dead Space»        | La'Ronde       | 2:58     |  |
| 3.       | «The Second Coming» | La'Ronde       | 3:32     |  |
| 4.       | «Let Them Starve»   | La'Ronde       | 4:24     |  |
| 14.35    |                     |                |          |  |

## Integrantes
- César Vigouroux - Voz.
- Pablo La'Ronde - Guitarra eléctrica.
- Joaquín Quezada - Bajo.
- Felipe Sobarzo - Batería.

## Personal
Mauricio "Maui" Olivares - Técnico de grabación
Pablo La'Ronde - Productor